# Pomoxis
A Pomoxis a sugarasúszójú halak (Actinopterygii) osztályának sügéralakúak (Perciformes) rendjébe, ezen belül a díszsügérfélék (Centrarchidae) családjába tartozó nem.

## Tudnivalók
A Pomoxis-fajok édesvízi halak. A halnem típusfaja, a Pomoxis annularis. A nem mindkét faja, kedvelt a sporthorgászok körében.
Mindkét Pomoxis-faj felnőttként főleg kisebb halakkal táplálkozik, köztük a legfőbb ragadozóik ivadékaival is: csuka (Esox lucius), muskellunge (Esox masquinongy) és északi süllő (Sander vitreus). Étrendjüket kiegészítik zooplanktonnal, rovarokkal és rákokkal. Nappal a vízinövényzet között vagy kövek, vízbe esett fák alatt pihennek. A Pomoxis-fajok főleg hajnalkor és napnyugtakor aktívak. Egyaránt vadásznak nyílt és partközeli vízekben.

A Pomoxis-fajok igen kedveltek a sporthorgászok körében, és húsuk nagyon ízletes. Mivel sokféle élőlénnyel táplálkoznak, halászatukhoz sokféle módszert lehet alkalmazni. A halak télen is aktívak, emiatt ebben az évszakban is lehet halászni őket.

## Rendszerezés
A nembe az alábbi 2 faj tartozik:
- Pomoxis annularis Rafinesque, 1818 - típusfaj
- Pomoxis nigromaculatus (Lesueur, 1829)

## Fordítás
- Ez a szócikk részben vagy egészben  a   Crappie című angol Wikipédia-szócikk fordításán alapul.  Az eredeti cikk szerkesztőit annak laptörténete sorolja fel. Ez a jelzés csupán a megfogalmazás eredetét és a szerzői jogokat jelzi, nem szolgál a cikkben szereplő információk forrásmegjelöléseként.